# بودومیژ
بودومیژ (به لهستانی:  Budomierz) یک روستا در لهستان است که در گمینا لوباچوو واقع شده‌است. بودومیژ ۱۰۶ نفر جمعیت دارد.